# 石川裕二 (編集者)
石川 裕二（いしかわ ゆうじ、1984年12月3日 - ）は、日本の編集者。
大学卒業後はファッション誌の編集プロダクションに入社。その後タブロイド版地域紙の記者を経て独立し、2011年に音楽・ファッション・エンターテインメントの情報を発信するWebマガジン『東京黎明ノート』を発行開始。2017年以降、古巣である地域紙のWeb版に地域情報を発信している。GetNaviの執筆者もつとめる。

## まとめサイト騒動
運営する『東京黎明ノート』の記事が、まとめブログに婉曲したタイトルおよび内容で転載された際には、まとめサイト側に対して訂正・削除を求めるなど対応。2ちゃんねるまとめブログの転載禁止騒動の引き金となった。